# Метод нескінченного спуску
У математиці доведення нескінченним спуском, також відоме як метод спуску Ферма, — особливий вид доведення від супротивного, який використовують для того, щоб показати, що твердження не може бути істинним для будь-якого числа, шляхом показу, що якби твердження було істинним для числа, то те саме було б істинним для меншого числа, що призвело б до нескінченного спуску та, зрештою, до суперечності. Метод ґрунтується на принципі доброї впорядкованості та часто використовується для того, щоб показати, що задане рівняння, наприклад, діофантове, не має розв'язків.
Зазвичай показують, що якщо існує розв'язок задачі, який у певному сенсі пов'язаний з одним або кількома натуральними числами, це обов'язково означатиме існування другого розв'язку, який пов'язаний з одним або кількома меншими натуральними числами. Це, у свою чергу, означатиме що є третій розв'язок, пов'язаний з меншими натуральними числами, що, своєю чергою, передбачає четвертий розв'язок, п'ятий і так далі. Однак не існує нескінченності дедалі менших натуральних чисел, тому, згідно з математичною індукцією, початкова передумова — що будь-який розв'язок існує — є хибною: її правильність породжує суперечність.
Альтернативний спосіб виразити це — припустити, що існує один або кілька розв'язків чи прикладів, з яких можна вивести найменший розв'язок або приклад — найменший контрприклад. Отримавши це, можна спробувати довести, що якщо найменший розв'язок існує, то це означає, що існує менший розв'язок (у певному сенсі), що знову доводить, що існування будь-якого розв'язку призведе до суперечності.
Найдавніші застосування методу нескінченного спуску з'являються в «Началах» Евкліда. Типовим прикладом є твердження 31 книги 7, у якому Евклід доводить, що кожне складене ціле число ділиться (за термінологією Евкліда «вимірюється») на деяке просте число.
Пізніше цей метод значно розвинув Ферма, який увів цей термін і часто використовував його до діофантових рівнянь. Два типові приклади показують нерозв'язність діофантового рівняння {\displaystyle r^{2}+s^{4}=t^{4}} та доведення теореми Ферма про суму двох квадратів, яка стверджує, що непарне просте число p можна виразити як суму двох квадратів, коли {\displaystyle p\equiv 1{\pmod {4}}} (див. Модульна арифметика). Отже, Ферма зміг показати неіснування розв'язків багатьох діофантових рівнянь, що становлять класичний інтерес (наприклад, задача чотирьох точних квадратів у арифметичній прогресії).
У деяких випадках, на сучасну думку, його «метод нескінченного спуску» є використанням інверсії функції подвоєння для раціональних точок на еліптичній кривій E. Контекст стосується гіпотетичної нетривіальної раціональної точки на E. Подвоєння точки на E приблизно подвоює довжину чисел, необхідних для її запису (за кількістю цифр), так що «розділення» точки навпіл дає раціональне число з меншими членами. Оскільки члени додатні, вони не можуть зменшуватися вічно.

## Теорія чисел
У теорії чисел XX століття метод нескінченного спуску знову привернув увагу і був долучений до алгебричної теорії чисел та вивчення L-функцій. У структурному результаті Луїса Мордела, що раціональні точки на еліптичній кривій E утворюють скінченно породжену абелеву групу, використано аргумент нескінченного спуску, заснований на E/2E у стилі Ферма.
Щоб поширити це на випадок абелевого многовиду A, Андре Вейлю довелося чіткіше описати спосіб кількісної оцінки розміру розв'язку за допомогою функції висоти — концепції, яка стала основоположною. Щоб показати, що A(Q)/2A(Q) — скінченне, що, безумовно, є необхідною умовою для скінченного генерування групи A(Q) раціональних точок A, необхідно виконати обчислення в тому, що пізніше було названо когомологією Галуа. Отже, абстрактно визначені групи когомологій у теорії ототожнюються зі спусками в традиції Ферма. Теорема Мордела — Вейля започаткувала те, що згодом стало широкою теорією.

## Приклади застосування

### Ірраціональність√2
Доведення того, що квадратний корінь з 2 (√2) — число ірраціональне (тобто не може бути виражене відношенням двох цілих чисел), яке відкрили стародавні греки, мабуть, є найдавнішим відомим прикладом доведення методом нескінченного спуску. Піфагорійці виявили, що діагональ квадрата несумірна з його стороною, або, сучасною мовою, що квадратний корінь з двох є ірраціональним. Мало що відомо з певністю про час або обставини цього відкриття, але часто згадується ім'я Гіппаса з Метапонта. Деякий час піфагорійці ставилися до відкриття того, що квадратний корінь з двох є ірраціональним, як до офіційної таємниці, і, згідно з легендою, Гіппаса вбито за її розголошення. Квадратний корінь з двох іноді називають «числом Піфагора» або «сталою Піфагора».
Стародавні греки, не маючи алгебри, розробили геометричне доведення методом нескінченного спуску (Джон Конвей надав інше, дещо доступніше, геометричне доведення методом нескінченного спуску.). Нижче наведено алгебричне доведення у подібному ключі:
Припустимо, що √2 є раціональним. Тоді можна записати, що
{\displaystyle {\sqrt {2}}={\frac {p}{q}}}
де p і q — натуральнї числа. Тоді піднесення до квадрата дасть
{\displaystyle 2={\frac {p^{2}}{q^{2}}},}
{\displaystyle 2q^{2}=p^{2},}
отже p² — парне. Оскільки 2 — просте число, воно, згідно з лемою Евкліда, також має бути дільником p. Отже, p = 2r для деякого цілого числа r.
Але тоді
{\displaystyle 2q^{2}=(2r)^{2}=4r^{2},}
{\displaystyle q^{2}=2r^{2},}
звідки видно, що q теж має бути парним. Отже, q = 2s для деякого цілого числа s.
Це дає
{\displaystyle {\frac {p}{q}}={\frac {2r}{2s}}={\frac {r}{s}}}.
Отже, якщо √2 можна записати як раціональне число, то його завжди можна записати як раціональне число з меншими чисельником і знаменником, яке саме теж можна записати з ще меншими чисельником і знаменником і так до нескінченності. Але на множині натуральних чисел це неможливо. Оскільки √2 — дійсне число, яке може бути або раціональним, або ірраціональним, залишається єдиний варіант — √2 є ірраціональним.
(Як варіант, це доводить, що якби √2 було раціональним, то не могло б існувати «найменшого» подання у вигляді дробу, оскільки будь-яка спроба знайти «найменше» подання p / q означала б існування ще меншого, що є аналогічною суперечнстю.)

### Ірраціональність√kякщо він не є цілим числом
Для додатного цілого числа k припустимо, що √k не є цілим числом, але є раціональним і його можна виразити як m/n, де m та n — натуральні числа, і нехай q — найбільше ціле число, менше за √k (тобто q — це нижня межа √k). Тоді
{\displaystyle {\begin{aligned}{\sqrt {k}}&={\frac {m}{n}}\\[6pt]&={\frac {m\left({\sqrt {k}}-q\right)}{n\left({\sqrt {k}}-q\right)}}\\[6pt]&={\frac {m{\sqrt {k}}-mq}{n{\sqrt {k}}-nq}}\\[6pt]&={\frac {\left(n{\sqrt {k}}\right){\sqrt {k}}-mq}{n\left({\frac {m}{n}}\right)-nq}}\\[6pt]&={\frac {nk-mq}{m-nq}}\end{aligned}}}
Чисельник і знаменник помножили на вираз √k − q) — який є додатним, але менший від 1 — а потім спростили незалежно. Отже, отримані добутки, скажімо, m′ та n′, самі є цілими числами і менші за m та n відповідно. Тому, незалежно від того, які натуральні числа m та n використано для вираження √k існують менші натуральні числа m′ < m та n′ < n, які дають так саме відношення. Але нескінченний спуск натуральних чисел неможливий, тому це спростовує початкове припущення, що √k можна виразити як відношення натуральних чисел.

### Нерозв'язністьr²+s⁴=t⁴та перестановок
Нерозв'язності {\displaystyle r^{2}+s^{4}=t^{4}} в цілих числах достатньо, щоб показати нерозв'язність {\displaystyle q^{4}+s^{4}=t^{4}} в цілих числах, що є частковим випадком великої теореми Ферма, а історичні доведення останньої тривали шляхом більш широкого доведення першої з використанням нескінченного спуску. Наступне новіше доведення демонструє обидві ці неможливості, доводячи ще ширше, що в піфагоровому трикутнику не може одна сторона бути квадратом, а інша — подвоєним квадратом, оскільки не існує найменшого такого трикутника:
Припустимо, що існує такий піфагорів трикутник. Тоді його можна зменшити, щоб отримати простий (тобто без спільних дільників, окрім 1) піфагорів трикутник з такою ж властивістю. Сторони простих піфагорових трикутників можна записати як {\displaystyle x=2ab,} {\displaystyle y=a^{2}-b^{2},} {\displaystyle z=a^{2}+b^{2}}, де a і b — взаємно прості, а a+b непарне, отже, y та z теж непарні. Непарність y та z означає, що ні y, ні z не можуть бути подвійними квадратами. Крім того, якщо x — квадрат або подвійний квадрат, то кожне з a та b є квадратом або подвійним квадратом. Існує три випадки, залежно від того, які дві сторони постулюються як квадрат чи подвійний квадрат:
- y і z: у цьому випадку y і z є квадратами. Але тоді прямокутний трикутник із катетами {\displaystyle {\sqrt {yz}}} і {\displaystyle b^{2}} та гіпотенузою {\displaystyle a^{2}} також матиме цілі довжини сторін, серед них катет ({\displaystyle b^{2}}) і гіпотенуза ({\displaystyle a^{2}}) будуть квадратами, і матиме меншу гіпотенузу ({\displaystyle a^{2}} порівняно з {\displaystyle z=a^{2}+b^{2}}).
- z і x: z є квадратом. Прямокуктний трикутник із цілими сторнами, в якому {\displaystyle a} і {\displaystyle b} — катети, а {\displaystyle {\sqrt {z}}} — гіпотенуза, також матиме дві сторони ({\displaystyle a} і {\displaystyle b}) одна з яких є квадратом, а інша — подвійним квадратом, і меншу гіпотенузу ({\displaystyle {\sqrt {z}}} порівняно з {\displaystyle z}).
- y і x: y є квадратом. Прямокуктний трикутник із цілими сторнами: катетами {\displaystyle b} і {\displaystyle {\sqrt {y}}} та гіпотенузою {\displaystyle a} матиме дві сторони (b і a) одна з яких є квадратом, а інша — подвійним квадратом, і гіпотенузу меншу, ніж у початковому трикутнику ({\displaystyle a} порівняно з {\displaystyle z=a^{2}+b^{2}}).

У будь-якому з цих випадків один піфагорів трикутник із двома сторонами, одна з яких є квадратом, аінша — подвійним квадратом, приводить до меншого трикутника, який, у свою чергу, привів би до ще меншого трикутника і т. д.; оскільки така послідовність не може бути нескінченною, початкове припущення про існування такого трикутника має бути хибним.
Це означає, що рівняння
{\displaystyle r^{2}+s^{4}=t^{4},}
{\displaystyle r^{4}+s^{2}=t^{4}} і
{\displaystyle r^{4}+s^{4}=t^{2}}
не можуть мати нетривіальних розв'язків, оскільки нетривіальні розв'язки дали б піфагорові трикутники з двома сторонами, де одна сторона є квадратом, а інша — подвоєним квадратом.
Інші подібні доведення теореми Ферма для випадку n = 4 методом нескінченного спуску див. у статтях Ґранта та Перелли і Барбари.